# Ruki Tobita
Ruki Tobita (japanisch 飛田 流輝 Tobita Ruki; * 7. Mai 1999 in Kawaguchi, Präfektur Saitama) ist ein japanischer Snowboarder. Er startet in den Disziplinen Slopestyle und Big Air.

## Werdegang
Tobita siegte im März 2018 bei den japanischen Meisterschaften im Slopestyle. Zu Beginn  der Saison 2018/19 startete er in Cardrona erstmals im Weltcup und belegte dabei den 27. Platz im Big Air. Im weiteren Saisonverlauf kam er im Weltcup viermal unter den ersten Zehn, darunter Platz drei im Slopestyle in Mammoth und erreichte damit den siebten Platz im Slopestyle-Weltcup und jeweils den fünften Rang im Freestyle-Weltcup und Big-Air-Weltcup. Beim Saisonhöhepunkt, den Snowboard-Weltmeisterschaften 2019 in Park City, kam er auf den 36. Platz im Slopestyle. In der Saison 2019/20 wurde er auf der Seiser Alm und in Calgary jeweils Zweiter im Slopestyle und gewann damit den Slopestyle-Weltcup. Bei den Snowboard-Weltmeisterschaften 2021 wurde er Neunter im Slopestyle und Vierter im Big Air.